# Turneul de tenis de la Wimbledon 2009
Turenul de tenis de la Wimbledon 2009 a avut loc între 22 iunie – 5 iulie 2009 și s-a desfășurat pe o suprafață exterioară, iarbă, pe terenurile de tenis de la All England Lawn Tennis and Croquet Club, Wimbledon, Londra.

## Aspecte picante

### Tommy Haas joacă tenis cu un copil de mingi
Când oponentul lui Tommy Haas din runda secundă, Michaël Llodra s-a accidentat după ce s-a izbit de o fetiță de mingi și astfel a abandonat, Haas a oferit racheta sa unei fete, copil de mingi, în vârstă de 15 ani, Chloe Chambers, și a făcut un schimb de mingi cu ea pe care, bineînțeles l-a câștigat, fata lovind mingea în out. Acest lucru a stârniit multă vâlvă în presă și a apărut chiar pe prima pagină din cotidianul englez The Times.

### Acoperișul de pe Arena Centrală a fost închis
În cea de-a șaptea zi a turneului (29 iunie), acoperișul nou-construit al Curții Principale a fost închis, din cauză ploii, amănând meciul dintre Amelie Mauresmo și Dinara Safina cu câteva minute. Următorul meci, disputat între Andy Murray și Stanislas Wawrinka a devenit astfel primul meci disputat integral cu acoperișul închis. Datorită iluminării artificiale, adevenit și meciul care s-a încheiat cel mai târziu vreodată la Wimbledon, ora 22:38 timp local, Murray câștigând 6-3 în setul decisiv.

### Recordurile lui Roger Federer la Wimbledon
Elvețianul Roger Federer, clasat pe locul 1 ATP după turneu (dar nr. 2 în timpul acestuia) a stabilit următoarele recorduri în timpul turneului de tenis de la Wimbledon, ediția 2009:
- Pe 1 iulie 2009, după ce l-a învins pe croatul Ivo Karlović în sferturile de finală, Federer a ajuns în cea de-a douăzeci și una semifinală de Turneu de Mare Șlem consecutivă, seria începând la Wimbledon în 2004.[4]
- Pe 3 iulie 2009, învingându-l pe favoritul numărul 24, Tommy Haas în semifinale, Federer a ajuns la a șaptea finală consecutivă la Wimbledon, record all-time.[5]
- Pe 5 iulie 2009, învingându-l pe favoritul numărul 6, Andy Roddick, în finală, Roger Federer a câștigat cel de-al cincisprezecelea Turneu de Mare Șlem din cariera sa.[6]

### Set de 30 de game-uri în finala masculină
Setul decisiv de 30 de game-uri disputat în finala masculină dintre Federer și Roddick a fost cel mai lung din istoria turneului de tenis de la Wimbledon.

## Jucători la simplu masculin
| Câștigător                     | Câștigător        | Finalist            | Finalist             |
| ------------------------------ | ----------------- | ------------------- | -------------------- |
| Roger Federer (2)              | Roger Federer (2) | Andy Roddick (6)    | Andy Roddick (6)     |
| Eliminați în semifinale        |                   |                     |                      |
| Andy Murray (3)                | Andy Murray (3)   | Tommy Haas (24)     | Tommy Haas (24)      |
| Eliminați în sferuri de finală |                   |                     |                      |
| L Hewitt                       | JC Ferrero        | N Djoković (4)      | I Karlović (22)      |
| Eliminați în runda a patra     |                   |                     |                      |
| R Štěpánek (23)                | T Berdych (20)    | S Wawrinka (19)     | G Simon (8)          |
| I Andreev (29)                 | D Sela            | F Verdasco (7)      | R Soderling (13)     |
| Eliminați în runda a treia     |                   |                     |                      |
| P Petzschner                   | D Ferrer (16)     | N Davydenko (12)    | J Melzer (26)        |
| V Troicki (30)                 | J Levine          | F González (10)     | V Hănescu (31)       |
| A Seppi                        | M Čilić (11)      | T Robredo (15)      | M Fish (28)          |
| A Montañés (32)                | J-W Tsonga (9)    | N Almagro           | P Kohlschreiber (27) |
| Eliminați în runda secundă     |                   |                     |                      |
| JM del Potro (5)               | M Zverev          | P Starace           | F Fognini            |
| V Crivoi                       | P-H Mathieu       | B Becker            | I Kunitsyn           |
| E Gulbis                       | D Gimeno-Traver   | M Vassallo Arguello | P Cuevas             |
| L Mayer                        | F Santoro         | N Devilder          | T Alves              |
| M Gicquel                      | V Spadea          | M Llodra            | S Querrey            |
| S Koubek                       | R Schüttler (18)  | J Tipsarević        | S Greul              |
| K Vliegen                      | G Cañas           | S Darcis            | S Bolelli            |
| M Granollers                   | K Beck            | I Minář             | G García-López       |
| Eliminați în prima rundă       |                   |                     |                      |
| A Clément                      | R Ginepri         | R Ram               | D Tursunov (25)      |
| A Falla                        | J Acasuso         | D Istomin           | K Kim                |
| D Evans                        | B Phau            | F Gil               | A Bogdanović         |
| W Odesnik                      | R Karanušić       | G Dimitrov          | J Chardy             |
| R Kendrick                     | R Ghedin          | T Dent              | B Dabul              |
| E Schwank                      | P Andujar         | C Rochus            | M Safin (14)         |
| T Gabashvili                   | O Hernandez       | M Youzhny           | N Kiefer (33)        |
| I Navarro                      | N Lapentti        | A Pavel             | B Reynolds           |
| J Blake (17)                   | A Mannarino       | P Capdeville        | E Korolev            |
| A Peya                         | J Goodall         | D Udomchoke         | A Martin             |
| L Gregorc                      | É Roger-Vasselin  | S González          | X Malisse            |
| S Roitman                      | J Hernych         | M Yani              | J Benneteau          |
| J Ward                         | N Mahut           | D Junqueira         | G Zemlja             |
| L Lacko                        | F Dancevic        | D Köllerer          | A Golubev            |
| G Müller                       | A Beck            | J Mónaco            | F López (21)         |
| F Serra                        | M González        | A Calleri           | Y-h Lu               |

## Jucătoare la simplu feminin
| Câștigătoare                    | Câștigătoare        | Finalistă             | Finalistă            |
| ------------------------------- | ------------------- | --------------------- | -------------------- |
| Serena Williams (2)             | Serena Williams (2) | Venus Williams (3)    | Venus Williams (3)   |
| Eliminate în semifinale         |                     |                       |                      |
| Dinara Safina (1)               | Dinara Safina (1)   | Elena Dementieva (4)  | Elena Dementieva (4) |
| Eliminate în sferturi de finală |                     |                       |                      |
| S Lisicki                       | A Radwańska (11)    | F Schiavone           | V Azarenka (8)       |
| Eliminate în runda a patra      |                     |                       |                      |
| A Mauresmo (17)                 | C Wozniacki (9)     | A Ivanović (13)       | M Oudin              |
| V Razzano (26)                  | E Vesnina           | N Petrova (10)        | D Hantuchová         |
| Eliminate în runda a treia      |                     |                       |                      |
| K Flipkens                      | F Pennetta (15)     | A M Garrigues (20)    | S Kuznetsova (5)     |
| C Suarez Navarro                | S Stosur (18)       | L Na (19)             | J Janković (6)       |
| V Zvonareva (7)                 | M Bartoli (12)      | D Cibulková (14)      | R Kulikova           |
| S Cîrstea (28)                  | G Dulko             | A Sugiyama            | R Vinci              |
| Eliminate în runda secundă      |                     |                       |                      |
| R de los Ríos                   | E Baltacha          | K Kučová              | V King               |
| M Kirilenko                     | T Garbin            | P Mayr                | P Parmentier         |
| K Bondarenko                    | E Makarova          | T Malek               | S Errani             |
| S Peng                          | O Govortsova        | Y Shvedova            | I Benešová           |
| M Johansson                     | J Craybas           | M Larcher de Brito    | T Bacsinszky         |
| U Radwańska                     | V Dushevina         | A Kleybanova (27)     | A Rezaï              |
| IR Olaru                        | S Mirza             | M Sharapova (24)      | S Pe'er              |
| J Zheng (16)                    | A Parra Santonja    | A Pavlyuchenkova (31) | J Groth              |
| Eliminate în prima rundă        |                     |                       |                      |
| L Domínguez Lino                | N Vaidišová         | A Bondarenko          | A Szávay (30)        |
| M Czink                         | A Nakamura          | M Koryttseva          | N Llagostera Vives   |
| K Date Krumm                    | P Kvitová           | A Brianti             | M Domachowska        |
| A Chakvetadze (32)              | A Keothavong        | A Amanmuradova        | A Morigami           |
| S Voegele                       | A Sevastova         | B Záhlavová-Strýcová  | K Kanepi (25)        |
| B Mattek-Sands                  | J Dokić             | S Dubois              | L Hradecká           |
| MJ Martinez Sanchez             | A Glatch            | T Perebiynis          | G Voskoboeva         |
| S Bammer (29)                   | M Niculescu         | K O'Brien             | J Goerges            |
| G Stoop                         | M South             | T Pironkova           | T Paszek             |
| A Wozniak (23)                  | K Zakopalová        | V Manasieva           | Y-j Chan             |
| J Coin                          | M Zec Peskiric      | Y Wickmayer           | A Cornet             |
| S Karatantcheva                 | K Šprem             | A Morita              | A Kudryavtseva       |
| S Brémond Beltrame              | N Dechy             | A-L Groenefeld        | E Gallovits          |
| V Kutuzova                      | S Foretz            | ME Camerin            | A Yakimova           |
| K Barrois                       | L Robson            | T Tanasugarn          | P Schnyder (21)      |
| P Cetkovska                     | M Rybáriková        | L Šafářová            | N Silva              |

## Desfășurarea turneului

### Ziua 1 (22 iunie)
- Capi de serie eliminați:
  - Simplu masculuin:  James Blake,  Feliciano López
  - Simplu feminin:  Aleksandra Wozniak,  Patty Schnyder
- Programul zilei

| Meciuri pe Arena Centrală    | Meciuri pe Arena Centrală | Meciuri pe Arena Centrală | Meciuri pe Arena Centrală |
| Meci                         | Căștigător                | Pierzător                 | Scor                      |
| ---------------------------- | ------------------------- | ------------------------- | ------------------------- |
| Simplu masculin, prima rundă | Roger Federer (2)         | Yen-hsun Lu               | 7–5, 6–3, 6–2             |
| Simplu feminin, prima rundă  | Serena Williams (2)       | Neuza Silva               | 6–1, 7–5                  |
| Simplu masculin, prima rundă | Novak Djoković (4)        | Julien Benneteau          | 6–7(8), 7–6(1), 6–2, 6–4  |
| Meciuri pe Arena No. 1       |                           |                           |                           |
| Meci                         | Căștigător                | Pierzător                 | Scor                      |
| Simplu feminin, prima rundă  | Maria Sharapova (24)      | Viktoriya Kutuzova        | 7–5, 6–4                  |
| Simplu masculin, prima rundă | Robin Söderling (13)      | Gilles Müller             | 4–6, 7–6, 6–4, 7–5        |
| Simplu masculin, prima rundă | Fernando Verdasco (7)     | James Ward                | 6–1, 6–3, 6–4             |
| Simplu feminin, prima rundă  | Mathilde Johansson        | Melanie South             | 7–5, 7–6(5)               |

### Ziua 2 (23 iunie)

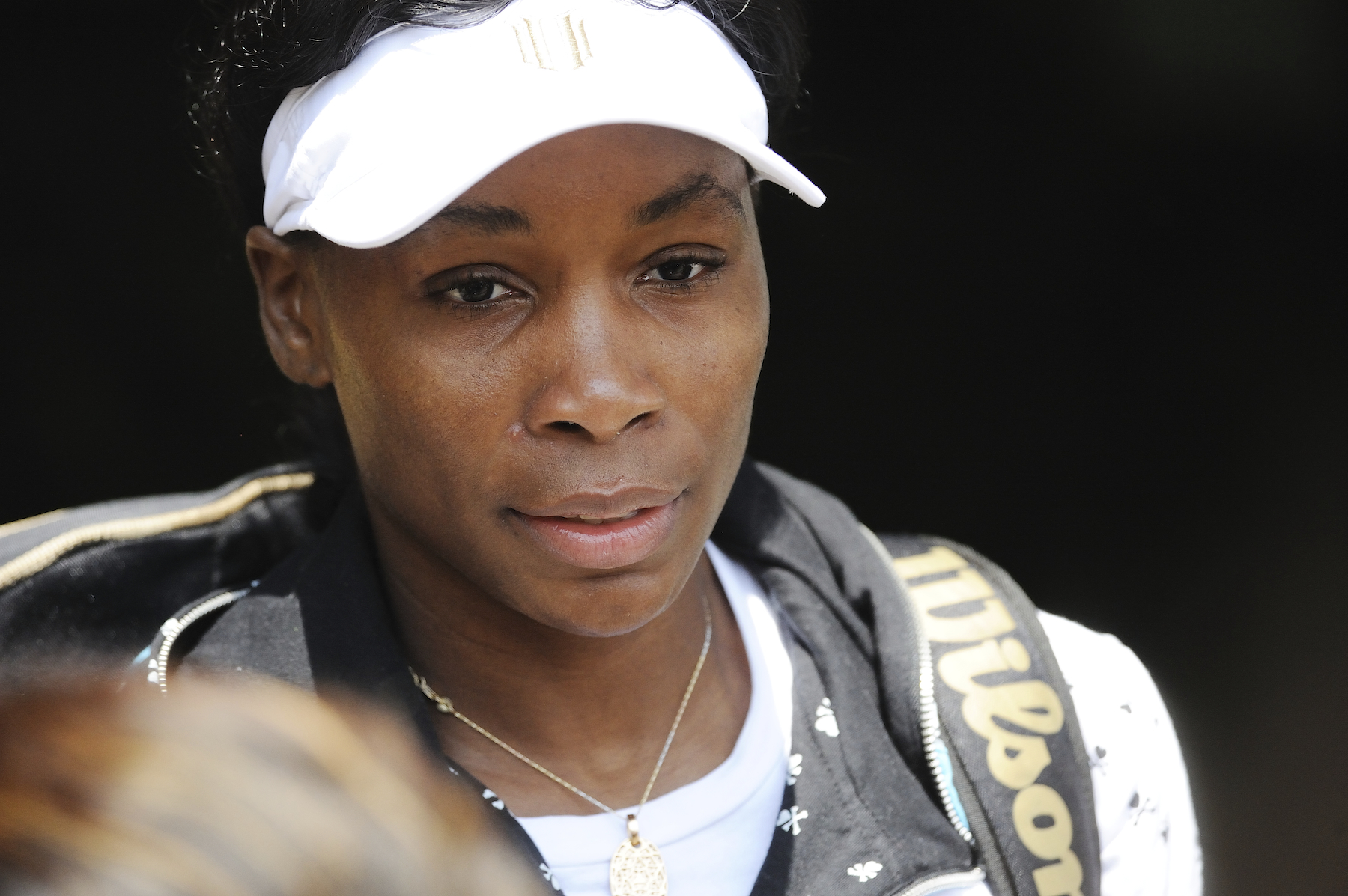
Venus Williams nu a pierdut niciun set până în finala pierdută în fața surorii sale, Serena.

- Capi de serie eliminați:
  - Simplu masculuin:  Nicolas Kiefer,  Dmitry Tursunov,  Marat Safin
  - Simplu feminin:  Alizé Cornet,  Sybille Bammer,  Anna Chakvetadze,  Kaia Kanepi,  Ágnes Szávay
  - Dublu masculin: Mariusz Fyrstenberg &  Marcin Matkowski
- Programul zilei

| Meciuri pe Arena Centrală    | Meciuri pe Arena Centrală | Meciuri pe Arena Centrală | Meciuri pe Arena Centrală |
| Meci                         | Căștigător                | Pierzător                 | Scor                      |
| ---------------------------- | ------------------------- | ------------------------- | ------------------------- |
| Simplu feminin, prima rundă  | Venus Williams (3)        | Stefanie Voegele          | 6–3, 6–2                  |
| Simplu masculin, prima rundă | Andy Roddick (6)          | Jeremy Chardy             | 6–3, 7–6(3), 4–6, 6–3     |
| Simplu masculin, prima rundă | Andy Murray (3)           | Robert Kendrick           | 7–5, 6–7(3), 6–3, 6–4     |
| Meciuri pe Arena No. 1       |                           |                           |                           |
| Meci                         | Căștigător                | Pierzător                 | Scor                      |
| Simplu masculin, prima rundă | Juan Martin del Potro (5) | Arnaud Clement            | 6–3, 6–1, 6–2             |
| Simplu feminin, prima rundă  | Dinara Safina (1)         | Lourdes Dominguez Lino    | 7–5, 6–3                  |
| Simplu masculin, prima rundă | Juan Carlos Ferrero       | Mihail Youzhny            | 6–3, 7–6(3), 6–3          |

### Ziua 3 (24 iunie)
- Capi de serie eliminați:
  - Simplu masculuin:  Rainer Schüttler

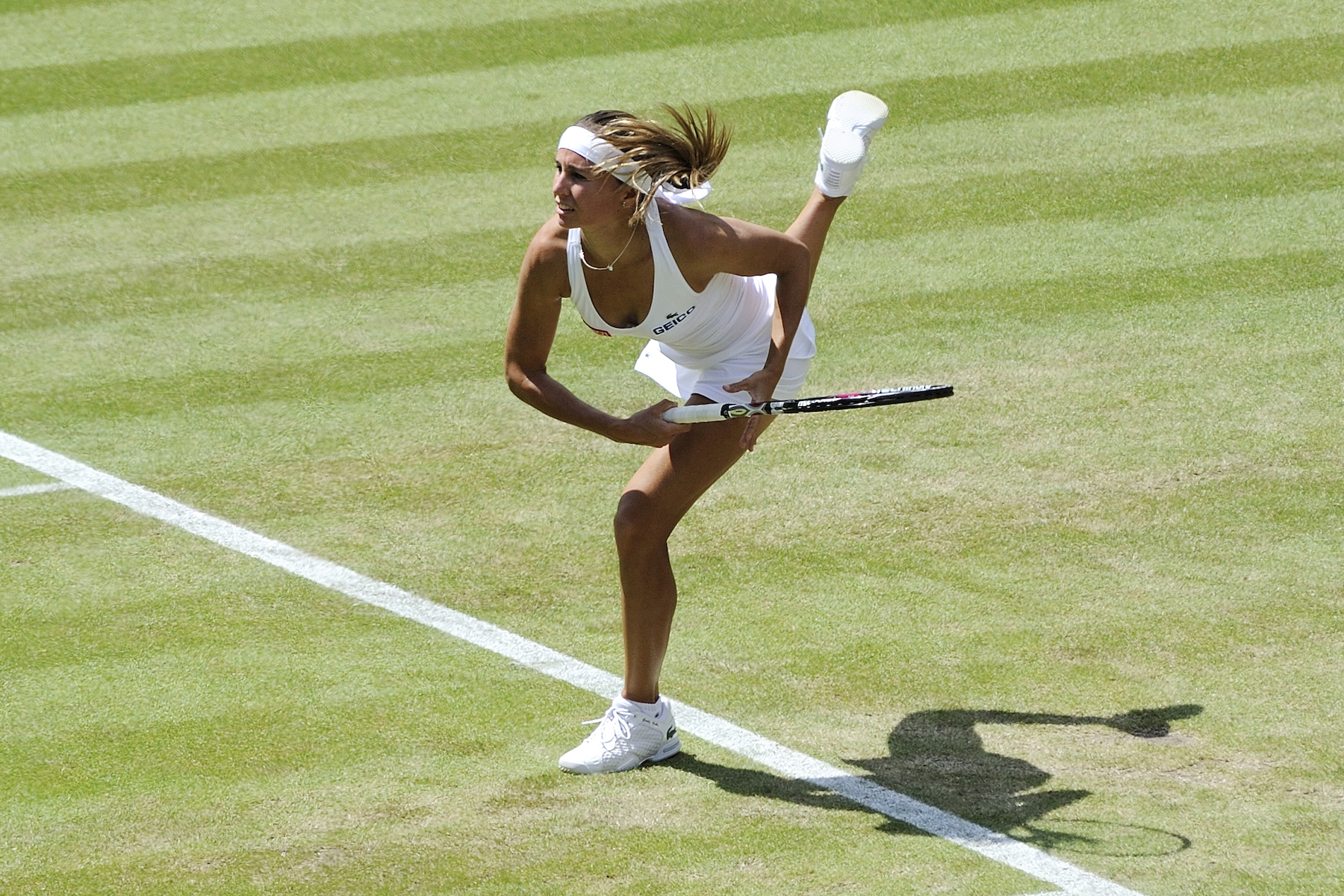
Una din marile surprize ale turneului de la Wimbledon din 2009, fostul număr 1 mondial, Maria Şarapova este eliminată de argentinianca Gisela Dulko (în imagine), în turul doi.

  - Simplu feminin:  Jie Zheng,  Maria Sharapova,   Anastasia Pavlyuchenkova,  Alisa Kleybanova
  - Dublu masculin: Rik de Voest &  Ashley Fisher,  Stephen Huss &  Ross Hutchins
  - Dublu feminin:  Nathalie Dechy &  Mara Santangelo,  Maria Kirilenko &  Flavia Pennetta
- Programul zilei

| Meciuri pe Arena Centrală      | Meciuri pe Arena Centrală | Meciuri pe Arena Centrală | Meciuri pe Arena Centrală     |
| Meci                           | Căștigător                | Pierzător                 | Scor                          |
| ------------------------------ | ------------------------- | ------------------------- | ----------------------------- |
| Simplu feminin, runda secundă  | Gisela Dulko              | Maria Sharapova (24)      | 6–2, 3–6, 6–4                 |
| Simplu masculin, runda secundă | Roger Federer (2)         | Guillermo García-López    | 6–2, 6–2, 6–4                 |
| Simplu masculin, runda secundă | Marin Čilić (11)          | Sam Querrey               | 4–6, 7–6(3), 6–3, 6–7(4), 6–4 |
| Meciuri pe Arena No. 1         |                           |                           |                               |
| Meci                           | Căștigător                | Pierzător                 | Scor                          |
| Simplu masculin, runda secundă | Novak Djoković (4)        | Simon Greul               | 7–5, 6–1, 6–4                 |
| Simplu feminin, runda secundă  | Serena Williams (2)       | Jarmila Groth             | 6–2, 6–1                      |
| Simplu masculin, runda secundă | Tommy Haas (24)           | Michaël Llodra            | 4–3 abandon                   |

### Ziua 4 (25 iunie)
- Capi de serie eliminați:
  - Simplu masculuin:  Juan Martín del Potro
  - Dublu masculin: Jeff Coetzee &  Jordan Kerr,  Lukáš Dlouhý &  Leander Paes
  - Dublu feminin:  Su-wei Hsieh &  Shuai Peng,  Lisa Raymond &  Vera Zvonareva
- Programul zilei

| Meciuri pe Arena Centrală      | Meciuri pe Arena Centrală | Meciuri pe Arena Centrală | Meciuri pe Arena Centrală |
| Meci                           | Căștigător                | Pierzător                 | Scor                      |
| ------------------------------ | ------------------------- | ------------------------- | ------------------------- |
| Simplu masculin, runda secundă | Lleyton Hewitt            | Juan Martín del Potro (5) | 6–3, 7–5, 7–5             |
| Simplu feminin, runda secundă  | Caroline Wozniacki (9)    | Maria Kirilenko           | 6–0, 6–4                  |
| Simplu masculin, runda secundă | Andy Murray (3)           | Ernests Gulbis            | 6–2, 7–5, 6–3             |
| Meciuri pe Arena No. 1         |                           |                           |                           |
| Meci                           | Căștigător                | Pierzător                 | Scor                      |
| Simplu feminin, runda secundă  | Venus Williams (3)        | Kateryna Bondarenko       | 6–3, 6–2                  |
| Simplu masculin, runda secundă | Andy Roddick (6)          | Igor Kunitsyn             | 6–4, 6–2, 3–6, 6–2        |
| Simplu masculin, runda secundă | Fernando González (10)    | Leonardo Mayer            | 6–7(4), 6–4, 6–4, 6–4     |

### Ziua 5 (26 iunie)

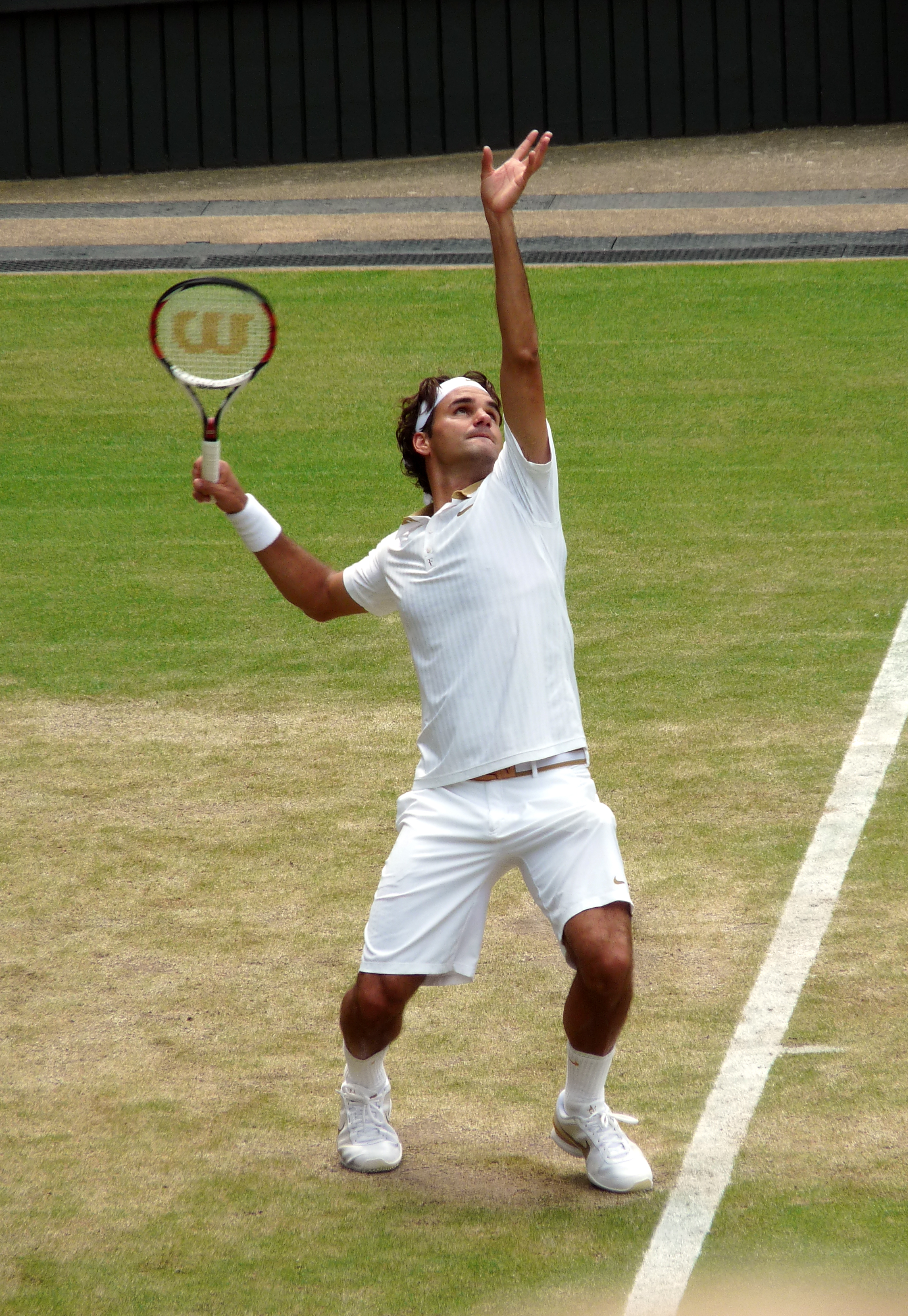
Roger Federer servește în runda a treia.

- Capi de serie eliminați:
  - Simplu masculuin:  Philipp Kohlschreiber,  Albert Montañés,  Jo-Wilfried Tsonga,  Tommy Robredo,  Mardy Fish
  - Simplu feminin:  Dominika Cibulková,  Sorana Cîrstea,  Marion Bartoli
  - Dublu masculin: Jeff Coetzee &  Jordan Kerr,  Lukáš Dlouhý &  Leander Paes
  - Dublu feminin: František Čermák &  Michal Mertiňák,  Marcelo Melo &  André Sá
- Programul zilei

| Meciuri pe Arena Centrală      | Meciuri pe Arena Centrală           | Meciuri pe Arena Centrală           | Meciuri pe Arena Centrală            |
| Meci                           | Căștigător                          | Pierzător                           | Scor                                 |
| ------------------------------ | ----------------------------------- | ----------------------------------- | ------------------------------------ |
| Simplu masculin, runda a treia | Roger Federer (2)                   | Philipp Kohlschreiber (27)          | 6–3, 6–2, 6–7(5), 6–1                |
| Simplu feminin, runda a treia  | Victoria Azarenka (8)               | Sorana Cîrstea (28)                 | 7–6(2), 6–3                          |
| Simplu masculin, runda a treia | Novak Djoković (4)                  | Mardy Fish (28)                     | 6–4, 6–4, 6–4                        |
| Meciuri pe Arena No. 1         |                                     |                                     |                                      |
| Meci                           | Căștigător                          | Pierzător                           | Scor                                 |
| Simplu feminin, runda a treia  | Elena Dementieva (4)                | Regina Kulikova                     | 6–1, 6–2                             |
| Simplu masculin, runda a treia | Ivo Karlović (22)                   | Jo-Wilfried Tsonga (9)              | 7–6(5), 6–7(5), 7–5, 7–6(5)          |
| Simplu masculin, runda a treia | Tommy Haas (24) vs Marin Čilić (11) | Tommy Haas (24) vs Marin Čilić (11) | 7–5, 7–5, 1–6, 6–7(3), 6–6, (amânat) |

### Ziua 6 (27 iunie)
- Capi de serie eliminați:
  - Simplu masculuin:  Nikolay Davydenko,  Marin Čilić,  Jürgen Melzer,  Viktor Troicki,  Fernando González
  - Simplu feminin:  Samantha Stosur,  Jelena Janković,  Flavia Pennetta,  Svetlana Kuznetsova,  Anabel Medina Garrigues,  Li Na
  - Dublu masculin: Travis Parrott &  Filip Polášek
  - Dublu feminin: Chia-jung Chuang &  Sania Mirza,  Daniela Hantuchová &  Ai Sugiyama,  Svetlana Kuznetsova &  Amélie Mauresmo
  - Dublu mixt:  Marcelo Melo &  Shuai Peng,  Nenad Zimonjić &  Zi Yan
- Programul zilei

| Meciuri pe Arena Centrală      | Meciuri pe Arena Centrală | Meciuri pe Arena Centrală | Meciuri pe Arena Centrală   |
| Meci                           | Căștigător                | Pierzător                 | Scor                        |
| ------------------------------ | ------------------------- | ------------------------- | --------------------------- |
| Simplu feminin, runda a treia  | Venus Williams (3)        | Carla Suarez Navarro      | 6–0, 6–4                    |
| Simplu masculin, runda a treia | Andy Roddick (6)          | Jürgen Melzer (26)        | 7–6(2), 7–6(2), 4–6, 6–3    |
| Simplu masculin, runda a treia | Andy Murray (3)           | Viktor Troicki (30)       | 6–2, 6–3, 6–4               |
| Meciuri pe Arena No. 1         |                           |                           |                             |
| Meci                           | Căștigător                | Pierzător                 | Scor                        |
| Simplu masculin, runda a treia | Tomáš Berdych (20)        | Nikolay Davydenko (12)    | 6–2, 6–3, 6–2               |
| Simplu masculin, runda a treia | Tommy Haas (24)           | Marin Čilić (11)          | 7–5, 7–5, 1–6, 6–7(3), 10–8 |
| Simplu feminin, runda a treia  | Sabine Lisicki            | Svetlana Kuznetsova (5)   | 6–2, 7–5                    |
| Simplu masculin, runda a treia | Juan Carlos Ferrero       | Fernando González (10)    | 4–6, 7–5, 6–4, 4–6, 6–4     |

### Duminica din mijlocul turneului
Duminica din mijlocul turneului de la Wimbledon este în mod tradițional, o zi de repaus, niciun meci nu se dispută în această zi. În 2009, ea a căzut pe 28 iunie. Prin urmare, cea de-a șaptea zi de competiție a căzut luni, 29 iunie.

### Ziua 7 (29 iunie)
- Capi de serie eliminați:
  - Simplu masculuin:  Igor Andreev,  Robin Söderling,  Fernando Verdasco,  Radek Štěpánek,  Gilles Simon,  Tomáš Berdych,  Stanislas Wawrinka
  - Simplu feminin:  Ana Ivanović,  Nadia Petrova,  Caroline Wozniacki  Virginie Razzano,  Amélie Mauresmo
  - Dublu masculin: Martin Damm &  Robert Lindstedt
  - Dublu feminin: Bethanie Mattek-Sands &  Nadia Petrova,  Victoria Azarenka &  Elena Vesnina,  Zi Yan &  Jie Zheng
  - Dublu mixt:  Marcin Matkowski &  Lisa Raymond,  Mahesh Bhupathi &  Sania Mirza
- Programul zilei

| Meciuri pe Arena Centrală      | Meciuri pe Arena Centrală | Meciuri pe Arena Centrală | Meciuri pe Arena Centrală   |
| Meci                           | Căștigător                | Pierzător                 | Scor                        |
| ------------------------------ | ------------------------- | ------------------------- | --------------------------- |
| Simplu masculin, runda a patra | Roger Federer (2)         | Robin Söderling (13)      | 6–4, 7–6(5), 7–6(5)         |
| Simplu feminin, runda a patra  | Dinara Safina (1)         | Amélie Mauresmo (17)      | 4–6, 6–3, 6–4               |
| Simplu masculin, runda a patra | Andy Murray (3)           | Stanislas Wawrinka (19)   | 2–6, 6–3, 6–3, 5–7, 6–3     |
| Meciuri pe Arena No. 1         |                           |                           |                             |
| Meci                           | Căștigător                | Pierzător                 | Scor                        |
| Simplu feminin, runda a patra  | Venus Williams (3)        | Ana Ivanović (13)         | 6–1, 0–1 abandon            |
| Simplu masculin, runda a patra | Ivo Karlović (22)         | Fernando Verdasco (7)     | 7–6(5), 6–7(4), 6–3, 7–6(9) |
| Simplu feminin, runda a patra  | Sabine Lisicki            | Svetlana Kuznetsova (5)   | 6–2, 7–5                    |
| Simplu masculin, runda a patra | Andy Roddick (6)          | Tomáš Berdych (20)        | 7–6(4), 6–4, 6–3            |

### Ziua 8 (30 iunie)
- Capi de serie eliminați:
  - Simplu feminin:  Agnieszka Radwańska,  Victoria Azarenka
  - Dublu masculin: Max Mirnyi &  Andy Ram,  Łukasz Kubot &  Oliver Marach,  Bruno Soares &  Kevin Ullyett
  - Dublu mixt:  Max Mirnyi &  Nadia Petrova,  Robert Lindstedt &  Rennae Stubbs
- Programul zilei

| Meciuri pe Arena Centrală          | Meciuri pe Arena Centrală            | Meciuri pe Arena Centrală          | Meciuri pe Arena Centrală |
| Meci                               | Căștigător                           | Pierzător                          | Scor                      |
| ---------------------------------- | ------------------------------------ | ---------------------------------- | ------------------------- |
| Simplu feminin, sferturi de finală | Dinara Safina (1)                    | Sabine Lisicki                     | 6–7(5), 6–4, 6–1          |
| Simplu feminin, sferturi de finală | Serena Williams (2)                  | Victoria Azarenka (8)              | 6–2, 6–3                  |
| Dublu masculin, sferturi de finală | Bob Bryan (1) Mike Bryan (1)         | Bruno Soares (5) Kevin Ullyett (5) | 6–2, 6–1, 6–4             |
| Meciuri pe Arena No. 1             |                                      |                                    |                           |
| Meci                               | Căștigător                           | Pierzător                          | Scor                      |
| Simplu feminin, sferturi de finală | Venus Williams (3)                   | Agnieszka Radwańska (11)           | 6–1, 6–2                  |
| Simplu feminin, sferturi de finală | Elena Dementieva (4)                 | Francesca Schiavone                | 6–2, 6–2                  |
| Dublu masculin, sferturi de finală | Daniel Nestor (2) Nenad Zimonjić (2) | Łukasz Kubot (8) Oliver Marach (8) | 6–2, 6–3, 6–4             |

### Ziua 9 (1 iulie)
- Capi de serie eliminați:
  - Simplu masculin: Ivo Karlović,  Novak Djoković
  - Dublu masculin: Mahesh Bhupathi &  Mark Knowles
  - Dublu feminin: Anna-Lena Grönefeld &  Vania King,  Nuria Llagostera Vives &  María José Martínez Sánchez
  - Dublu mixt:  Christopher Kas &  Chia-jung Chuang,  Mike Bryan &  Bethanie Mattek-Sands,  Daniel Nestor &  Elena Vesnina
- Programul zilei

| Meciuri pe Arena Centrală                   | Meciuri pe Arena Centrală | Meciuri pe Arena Centrală | Meciuri pe Arena Centrală      |
| Meci                                        | Căștigător                | Pierzător                 | Scor                           |
| ------------------------------------------- | ------------------------- | ------------------------- | ------------------------------ |
| Simplu masculin, sferturi de finală         | Roger Federer (2)         | Ivo Karlović (22)         | 6–3, 7–5, 7–6(3)               |
| Simplu masculin, sferturi de finală         | Andy Murray (3)           | Juan Carlos Ferrero       | 7–5, 6–3, 6–2                  |
| Dublu masculin invitați, sferturi de finală | Guy Forget Cédric Pioline | Todd Martin David Wheaton | 6–3, 6–4                       |
| Meciuri pe Arena No. 1                      |                           |                           |                                |
| Meci                                        | Căștigător                | Pierzător                 | Scor                           |
| Simplu feminin, sferturi de finală          | Tommy Haas (24)           | Novak Djoković (4)        | 7–5, 7–6(6), 4–6, 6–3          |
| Simplu feminin, sferturi de finală          | Andy Roddick (6)          | Lleyton Hewitt            | 6–3, 6–7(10), 7–6(1), 4–6, 6–4 |

### Ziua 10 (2 iulie)
- Capi de serie eliminați:
  - Simplu feminin:  Elena Dementieva,  Dinara Safina
  - Dublu masculin: Wesley Moodie &  Dick Norman
  - Dublu mixt:  André Sá &  Ai Sugiyama,  Kevin Ullyett &  Su-wei Hsieh,  Bob Bryan &  Samantha Stosur
- Programul zilei

| Meciuri pe Arena Centrală      | Meciuri pe Arena Centrală                | Meciuri pe Arena Centrală         | Meciuri pe Arena Centrală   |
| Meci                           | Căștigător                               | Pierzător                         | Scor                        |
| ------------------------------ | ---------------------------------------- | --------------------------------- | --------------------------- |
| Simplu feminin, semifinale     | Serena Williams (2)                      | Elena Dementieva (4)              | 6–7(4), 7–5, 8–6            |
| Simplu feminin, semifinale     | Venus Williams (3)                       | Dinara Safina (1)                 | 6–1, 6–0                    |
| Dublu masculin, semifinale     | Daniel Nestor (2) Nenad Zimonjić (2)     | James Blake Mardy Fish            | 5–7, 3–6, 6–2, 7–6(3), 10–8 |
| Meciuri pe Arena No. 1         |                                          |                                   |                             |
| Meci                           | Căștigător                               | Pierzător                         | Scor                        |
| Dublu masculin, semifinale     | Bob Bryan (1) Mike Bryan (1)             | Wesley Moodie (9) Dick Norman (9) | 7–6(4), 7–6(3), 6–4         |
| Dublu mixt, sferturi de finală | Leander Paes (1) Cara Black (1)          | André Sá (11) Ai Sugiyama (11)    | 6–3, 6–3                    |
| Dublu mixt, sferturi de finală | Mark Knowles (9) Anna-Lena Grönefeld (9) | Bob Bryan (2) Samantha Stosur (2) | 0–6, 7–5, 6–3               |
| Dublu masculin, invitați       | Jacco Eltingh Paul Haarhuis              | Todd Woodbridge Mark Woodforde    | 7–6(8), 6–3                 |

### Ziua 11 (3 iulie)
- Capi de serie eliminați:
  - Simplu masculin:  Tommy Haas,  Andy Murray
  - Dublu feminin: Cara Black &  Liezel Huber,  Anabel Medina Garrigues &  Virginia Ruano Pascual
  - Dublu mixt:  Max Mirnyi &  Nadia Petrova,  Robert Lindstedt &  Rennae Stubbs
- Programul zilei

| Meciuri pe Arena Centrală        | Meciuri pe Arena Centrală                | Meciuri pe Arena Centrală                     | Meciuri pe Arena Centrală |
| Meci                             | Căștigător                               | Pierzător                                     | Scor                      |
| -------------------------------- | ---------------------------------------- | --------------------------------------------- | ------------------------- |
| Simplu masculin, semifinale      | Roger Federer (2)                        | Tommy Haas (24)                               | 7–6(3), 7–5, 6–3          |
| Simplu masculin, semifinale      | Andy Roddick (6)                         | Andy Murray (3)                               | 6–4, 4–6, 7–6(7), 7–6(5)  |
| Dublu mixt, semifinale           | Mark Knowles (9) Anna-Lena Grönefeld (9) | Jamie Murray Liezel Huber                     | 6–2, 7–5                  |
| Meciuri pe Arena No. 1           |                                          |                                               |                           |
| Meci                             | Căștigător                               | Pierzător                                     | Scor                      |
| Dublu feminin, semifinale        | Serena Williams (4) Venus Williams (4)   | Cara Black (1) Liezel Huber (1)               | 6–1, 6–2                  |
| Dublu feminin invitați           | Martina Navratilova Helena Suková        | Tracy Austin Kathy Rinaldi-Stunkel            | 7–5, 6–3                  |
| Dublu mixt, semifinale           | Leander Paes (1) Cara Black (1)          | Stephen Huss (12) Virginia Ruano Pascual (12) | 6–4, 6–4                  |
| Dublu masculin invitați, seniori | Kevin Curren Johan Kriek                 | Mansour Bahrami Henri Leconte                 | 6–1, 6–4                  |

### Ziua 12 (4 iulie)
- Capi de serie eliminați:
  - Simplu feminin:  Venus Williams
  - Dublu masculin: Bob Bryan &  Mike Bryan
  - Dublu feminin:  Samantha Stosur &  Rennae Stubbs
- Programul zilei

| Meciuri pe Arena Centrală        | Meciuri pe Arena Centrală              | Meciuri pe Arena Centrală             | Meciuri pe Arena Centrală   |
| Meci                             | Căștigător                             | Pierzător                             | Scor                        |
| -------------------------------- | -------------------------------------- | ------------------------------------- | --------------------------- |
| Simplu feminin, finala           | Serena Williams (2)                    | Venus Williams (3)                    | 7–6 (3), 6–2                |
| Dublu masculin, finala           | Daniel Nestor (2) Nenad Zimonjić (2)   | Bob Bryan (1) Mike Bryan (1)          | 7–6(7), 6–7(3), 7–6(3), 6–3 |
| Dublu feminin, finala            | Serena Williams (4) Venus Williams (4) | Samantha Stosur (3) Rennae Stubbs (3) | 7–6 (4), 6–4                |
| Meciuri pe Arena No. 1           |                                        |                                       |                             |
| Meci                             | Căștigător                             | Pierzător                             | Scor                        |
| Simplu fete, finala              | Noppawan Lertcheewakarn (4)            | Kristina Mladenovic (1)               | 3–6, 6–3, 6–1               |
| Dublu masculin invitați, seniori | Jeremy Bates Anders Järryd             | Joakim Nyström Mats Wilander          | 6–1, 6–3                    |
| Dublu masculin invitați          | Todd Woodbridge Mark Woodforde         | Guy Forget Cédric Pioline             | 1–6, 7–6(8), 13–11          |

### Ziua 13 (5 iulie)
- Capi de serie eliminați:
  - Simplu masculin:  Andy Roddick
  - Dublu mixt: Leander Paes &  Cara Black
- Programul zilei

| Meciuri pe Arena Centrală       | Meciuri pe Arena Centrală                | Meciuri pe Arena Centrală                 | Meciuri pe Arena Centrală       |
| Meci                            | Căștigător                               | Pierzător                                 | Scor                            |
| ------------------------------- | ---------------------------------------- | ----------------------------------------- | ------------------------------- |
| Simplu masculin, finala         | Roger Federer (2)                        | Andy Roddick (6)                          | 5–7, 7–6(6), 7–6(5), 3–6, 16–14 |
| Dublu mixt, finala              | Mark Knowles (9) Anna-Lena Grönefeld (9) | Leander Paes (1) Cara Black (1)           | 7–5, 6–3                        |
| Meciuri pe Arena No. 1          |                                          |                                           |                                 |
| Meci                            | Căștigător                               | Pierzător                                 | Scor                            |
| Simplu băieți, finala           | Andrei Kuznețov                          | Jordan Cox                                | 4–6, 6–2, 6–2                   |
| Dublu fete, finala              | Noppawan Lertcheewakarn Sally Peers      | Kristina Mladenovic (2) Silvia Njirić (2) | 6–1, 6–1                        |
| Dublu masculin invitați, finala | Jacco Eltingh Paul Haarhuis              | Donald Johnson Jared Palmer               | 7–6(2), 6–4                     |

## Seniori

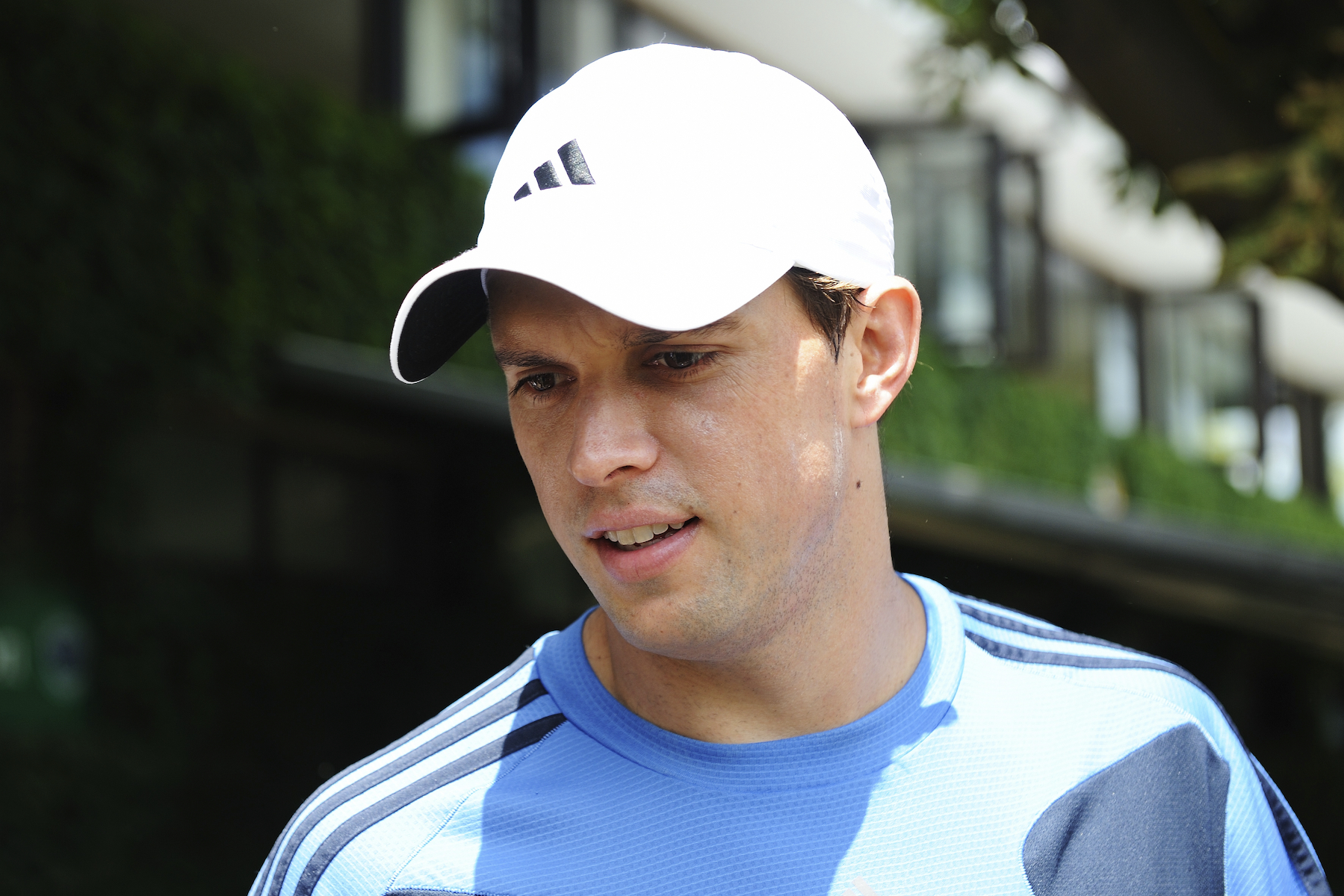
Bob Bryan la Wimbledon 2009.

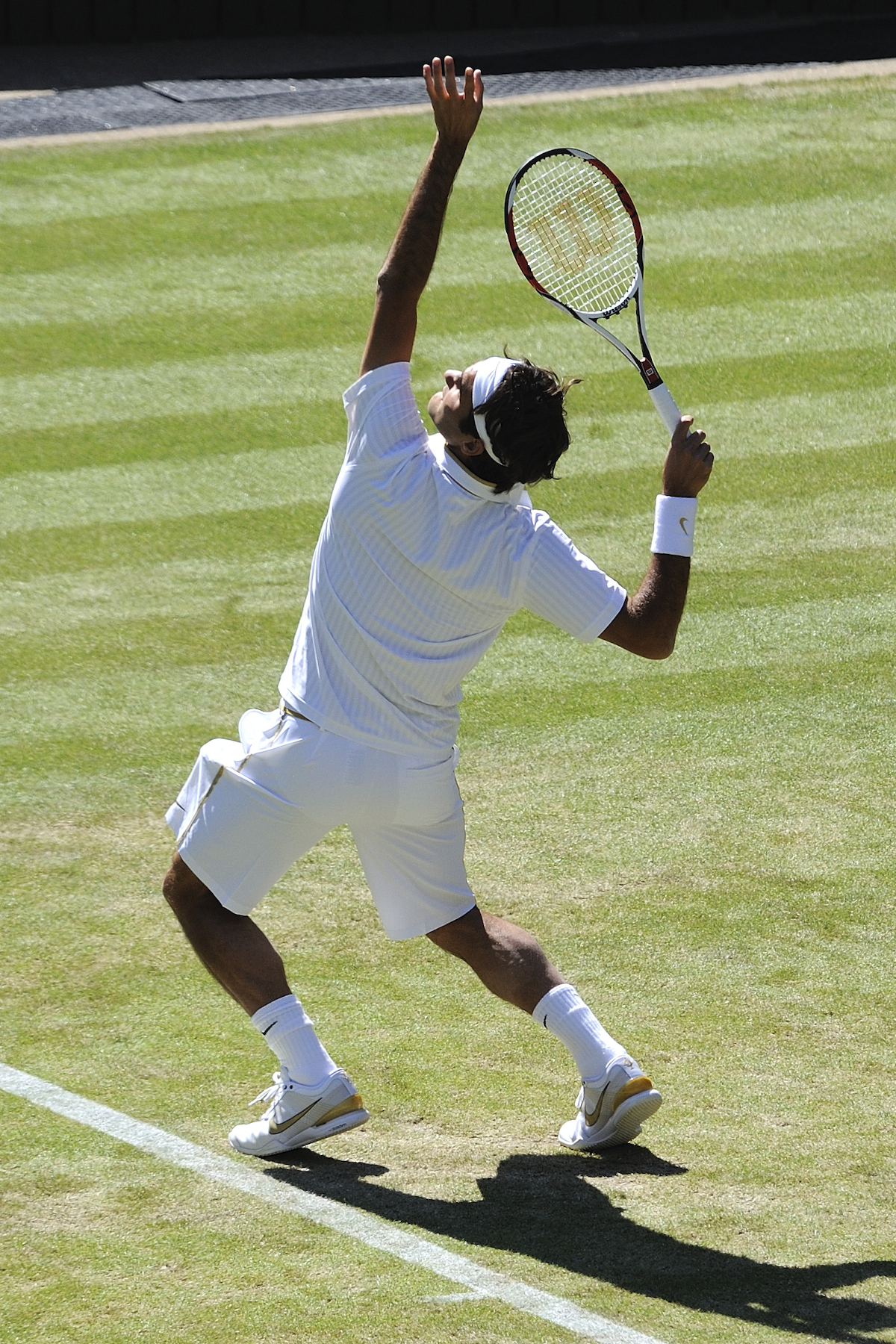
Roger Federer servește în meciul cu Guillermo García-López de la Wimbledon, 2009.

### Simplu, masculin
Finala la simplu masculin s-a disputat între elevețianul Roger Federer, favoritul numărul 2 și americanul Andy Roddick, favoritul numărul 6.  Federer s-a impuns în fața lui Roddick cu scorul de 5–7, 7–6(6), 7–6(5), 3–6, 16–14. Meciul, de proporții epice a durat 4 ore și 16 minute. Este cel de-al treilea titlu al lui Federer în acest an, ajungând la cifra 60 în toată cariera sa. Victoria lui Federer i-a adus cel de-al cincisprezecelea titlu de Mare Șlem din carieră. Pete Sampras a fost martor la doborârea recordului său de 14 turnee de Mare Șlem câștigate, alături de alte mari personalități ale tenisului Bjorn Borg, Rod Laver sau Ilie Năstase.

### Simplu, feminin
Finala la simplu feminin s-a disputat între surorile Williams, Venus și Serena. Aceasta din urmă a reușit să se impună în fața sorei mai mari cu scorul de 7–6(3), 6–2, adjudecându-și clar cel de-al doilea titlu câștigat în acest an, respecti al 34-lea din întreaga carieră. Este totodată și cel de-al unsprezecelea titlu de Mare Șlem din cariera sa, câștigând turneul de la Wimbledon pentru a treia oară.

### Dublu, masculin
Daniel Nestor /  Nenad Zimonjić vs. 
 Bob Bryan /  Mike Bryan, 7–6(7), 6–7(3), 7–6(3), 6–3

### Dublu, feminin
Serena Williams /  Venus Williams vs.  Samantha Stosur /  Rennae Stubbs, 7–6(4), 6–4

### Dublu, mixt
Mark Knowles /  Anna-Lena Grönefeld vs.  Leander Paes /  Cara Black, 7–5, 6–3

## Juniori

### Simplu, masculin
Andrey Kuznetsov înv.  Jordan Cox , 4–6, 6–2, 6–2

### Simplu, feminin
Noppawan Lertcheewakarn înv.  Kristina Mladenovic, 3–6, 6–3, 6–1

### Dublu, masculin
Pierre-Hugues Herbert /  Kevin Krawietz înv.  Julien Obry /  Adrien Puget, 6–7(3), 6–2, 12–10

### Dublu, feminin
Noppawan Lertcheewakarn /  Sally Peers înv.  Kristina Mladenovic /  Silvia Njirić, 6–1, 6–1

## Alte evenimente

### Dublu masculin, invitați
Jacco Eltingh /  Paul Haarhuis înv.  Donald Johnson  /  Jared Palmer, 7–6(2), 6–4

### Dublu masculin, invitați, seniori
Jeremy Bates /  Anders Järryd înv.  Mansour Bahrami /  Henri Leconte, 6–4, 7–6(4)

### Dublu feminin, invitați
Martina Navratilova /  Helena Suková înv.  Ilana Kloss /   Rosalyn Fairbank, 6–3, 6–2

### Dublu masculin, în cărucior cu rotile
Stephane Houdet /  Michael Jeremiasz înv.  Robin Ammerlaan /  Shingo Kunieda, 1–6, 6–4, 7–6(3)

### Dublu feminin, în cărucior cu rotile
Korie Homan /  Esther Vergeer înv.  Daniela Di Toro /  Lucy Shuker, 6–1, 6–3

## Favoriți - simplu masculin

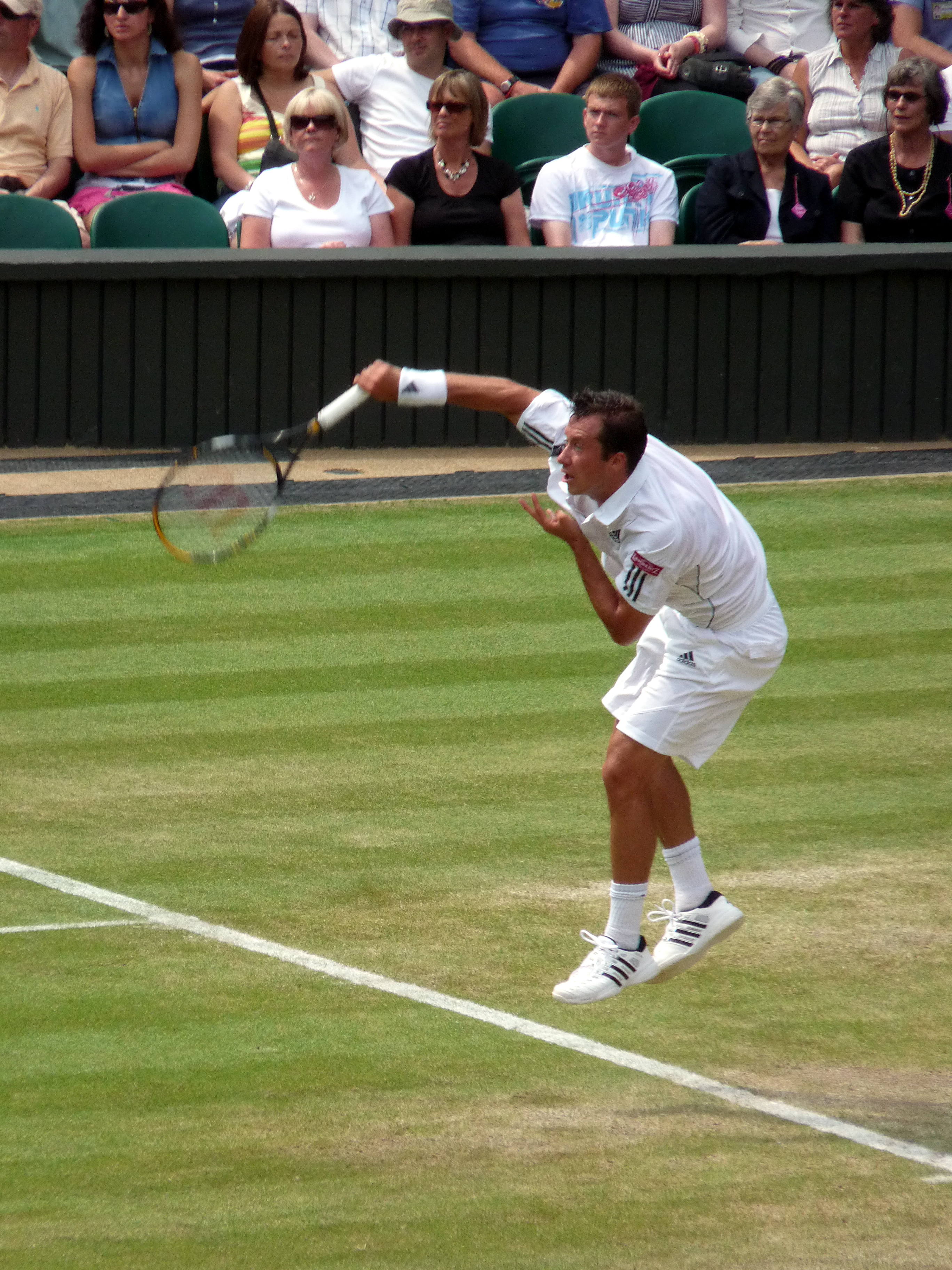
Philipp Kohlschreiber la Wimbledon 2009, în meciul împotriva lui Roger Federer.

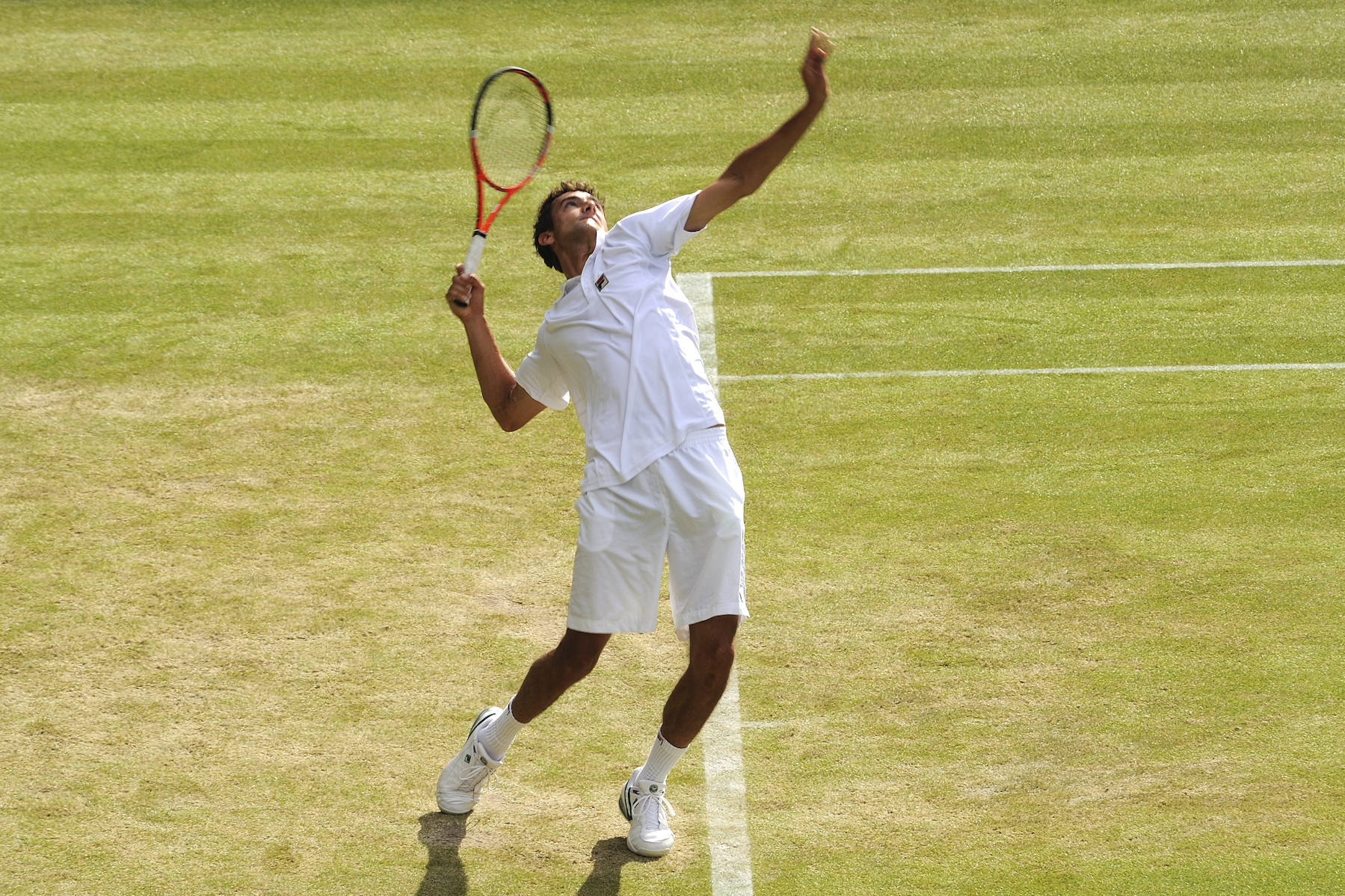
Marin Čilić servește în meciul cu Sam Querrey.

Abandonuri: David Nalbandian, Richard Gasquet, Gaël Monfils, Rafael Nadal.
1. Rafael Nadal (retras din cauza unei accidentări la genunchi)
2. Roger Federer (Câștigător)
3. Andy Murray (Eliminat în Semifinale, pierde în fața lui Andy Roddick)
4. Novak Djokovic (Eliminat în Sferturi, pierde în fața lui Tommy Haas)
5. Juan Martín del Potro (Eliminat în a doua rundă, pierde în fața lui Lleyton Hewitt)
6. Andy Roddick (Finalist, pierde în fața lui Roger Federer)
7. Fernando Verdasco (Eliminat în a patra rundă, pierde în fața lui Ivo Karlović)
8. Gilles Simon (Eliminat în a patra rundă, pierde în fața lui Juan Carlos Ferrero)
9. Jo-Wilfried Tsonga (Eliminat în a treia rundă, pierde în fața lui Ivo Karlović)
10. Fernando González (Eliminat în a treia rundă, pierde în fața lui Juan Carlos Ferrero)
11. Marin Čilić (Eliminat în a treia rundă, pierde în fața lui Tommy Haas)
12. Nikolay Davydenko (Eliminat în a treia rundă, pierde în fața lui Tomáš Berdych)
13. Robin Söderling (Eliminat în a patra rundă, pierde în fața lui Roger Federer)
14. Marat Safin (Eliminat în Prima rundă, pierde în fața lui Jesse Levine)
15. Tommy Robredo (Eliminat în a treia rundă, pierde în fața lui Dudi Sela)
16. David Ferrer (Eliminat în a treia rundă, pierde în fața lui Radek Štěpánek)
17. James Blake (First Round, pierde în fața lui Andreas Seppi)
18. Rainer Schüttler (Eliminat în a doua rundă, pierde în fața lui Dudi Sela)
19. Stanislas Wawrinka (Eliminat în a patra rundă, pierde în fața lui Andy Murray)
20. Tomáš Berdych (Eliminat în a patra rundă, pierde în fața lui Andy Roddick)
21. Feliciano López (Eliminat în Prima rundă, pierde în fața lui Karol Beck)
22. Ivo Karlović (Eliminat în Sferturi, pierde în fața lui Roger Federer)
23. Radek Štěpánek (Eliminat în a patra rundă, pierde în fața lui Lleyton Hewitt)
24. Tommy Haas (Eliminat în Semifinale, pierde în fața lui Roger Federer)
25. Dmitry Tursunov (Eliminat în Prima rundă, pierde în fața lui Mischa Zverev)
26. Jürgen Melzer (Eliminat în a treia rundă, pierde în fața lui Andy Roddick)
27. Philipp Kohlschreiber (Eliminat în a treia rundă, pierde în fața lui Roger Federer)
28. Mardy Fish (Eliminat în a treia rundă, pierde în fața lui Novak Djokovic)
29. Igor Andreev (Eliminat în a patra rundă, pierde în fața lui Tommy Haas)
30. Viktor Troicki (Eliminat în a treia rundă, pierde în fața lui Andy Murray)
31. Victor Hănescu (Eliminat în a treia rundă, pierde în fața lui Gilles Simon)
32. Albert Montañés (Eliminat în a treia rundă, pierde în fața lui Fernando Verdasco)
33. Nicolas Kiefer (Eliminat în Prima rundă, pierde în fața lui Fabrice Santoro)